# كيس محي
الحويصلة السُرية هي حويصلة غشوية ملتصقة بالجنين، تكونت من الأريمة التحتانية المتاخمة للقرص الجنيني. كانت معروفة سابقاً بالكيس المحي، وقد أعيد تسميتها لأنها لا تحوي أي مح، وتؤدي وظائف مختلفة عن شبيهتها تلك الموجودة في الحيوانات الأخرى (انظر مح). الحويصلة السُرية مهمة لإمداد الدم للجنين في مراحله الأولى، وتندمج فيما بعد لتصبح بداية للأمعاء أثناء الأسبوع الرابع من النمو.

## معرض صور

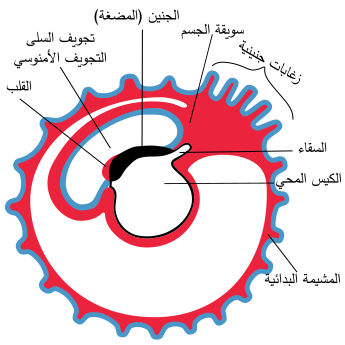